# هدي الإسلام (مجلة)
مجلة هدي الإسلام مجلة إسلامية فلسطينية مقدسية تصدر من دائرة الاوقاف وشؤون المقدسات الإسلامية في القدس، تنشر عادة مع ملحق.